# Новий Сельць (гміна Жевне)
Новий Сельць (пол. Nowy Sielc) — село в Польщі, у гміні Жевне Маковського повіту Мазовецького воєводства.
Населення — 169 осіб (2011).
У 1975-1998 роках село належало до Остроленцького воєводства.

## Демографія
Демографічна структура станом на 31 березня 2011 року:
|          | Загалом | Допрацездатний вік | Працездатний вік | Постпрацездатний вік |
| -------- | ------- | ------------------ | ---------------- | -------------------- |
| Чоловіки | 88      | 17                 | 60               | 11                   |
| Жінки    | 81      | 19                 | 42               | 20                   |
| Разом    | 169     | 36                 | 102              | 31                   |